# Ocelový most

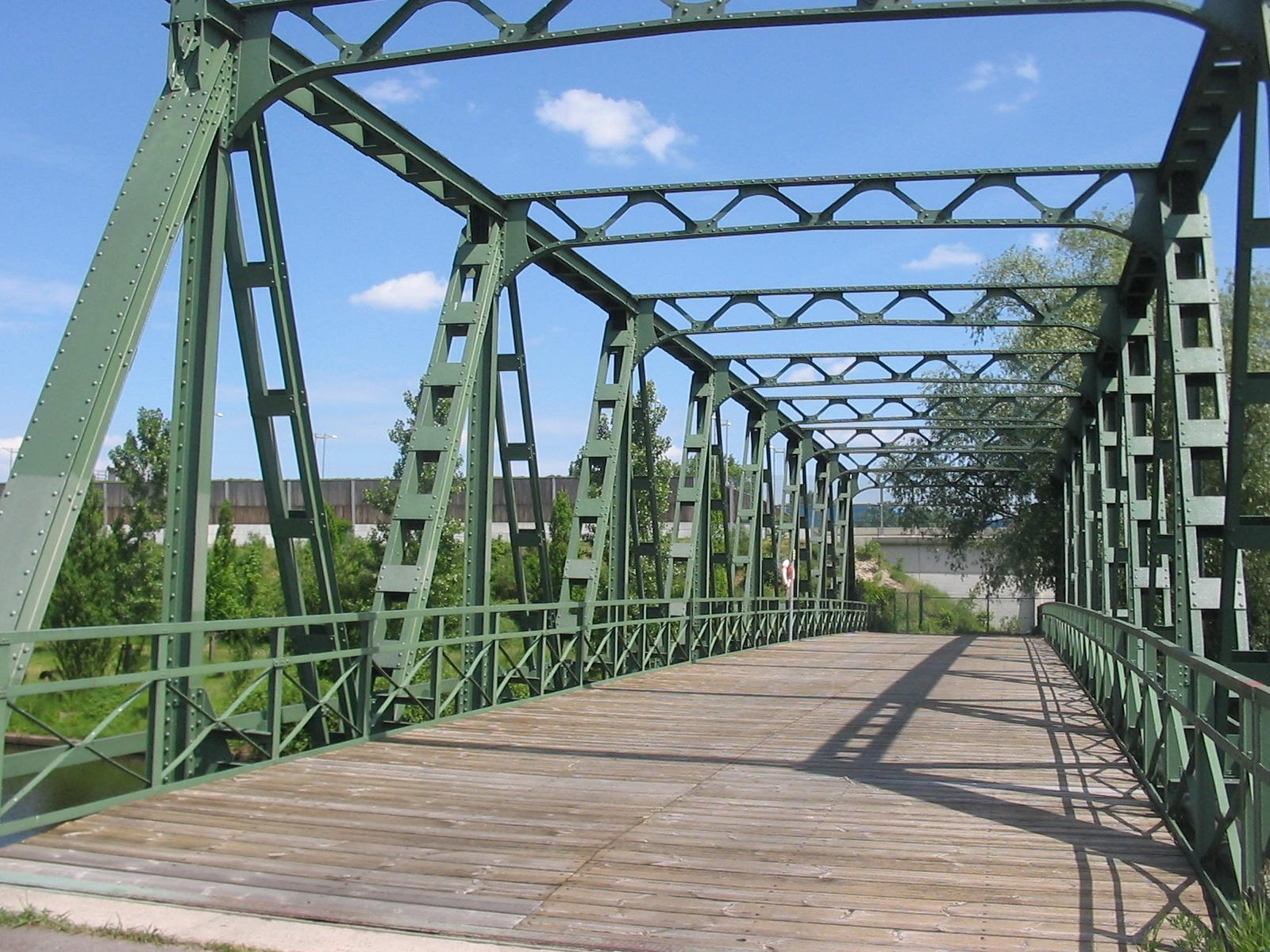
Ocelový most

Ocelový most je ocelová konstrukce, která slouží jako most. Mosty zhotovené z ocelových nosníků různých profilů. Jsou použitelné pro železniční, silniční nebo pěší dopravu.

## Rozdělení ocelových mostů
- Silniční
- Silniční otočné nebo zvedací (přes řeku, podplutí lodí)
- Železniční
- Vojenský – silniční nebo železniční (ženijní – pižmo, nouzový, dočasný) – dá se rychle smontovat i demontovat. Tyto mosty jako montážní soupravy jsou uloženy ve státních rezervách k použití při různých haváriích nebo živelních pohromách (např. následky povodní). Tyto mosty státní rezervy půjčují na rok, po zbudování nového mostu se musí do rezerv vrátit k dalšímu eventuálnímu použití.
- Příhradový most – průhledná konstrukce z ocelových tyčí
- Plnostěnný most – neprůhledná konstrukce, svařená z ocelových desek
- Lanový
- Řetězový (historický), ve Stádlci přes Lužnici, okres Tábor. Původně byl postaven přes Vltavu v roce 1848. V roce 1940 byl vedle něho postaven podolský betonový most. V roce 1959 byl jako poslední řetězový most v Česku prohlášen technickou památkou. Byl přemístěn do Stádlce a do provozu uveden v roce 1974. Velkou konstrukční nevýhodou řetězových mostů je, že se u nich při provozu kymácí vozovka.
- Nýtovaný (historický) – poslední nýtovaný (a částečně i svařovaný) most v Česku je Žďákovský most z roku 1967. Budoucnost patřila už jen svařování
- Svařovaný – první celosvařovaný most v Česku byl Plzni v roce 1931
- Šroubovaný nebo i kombinace těchto typů

## Materiály ocelových mostů

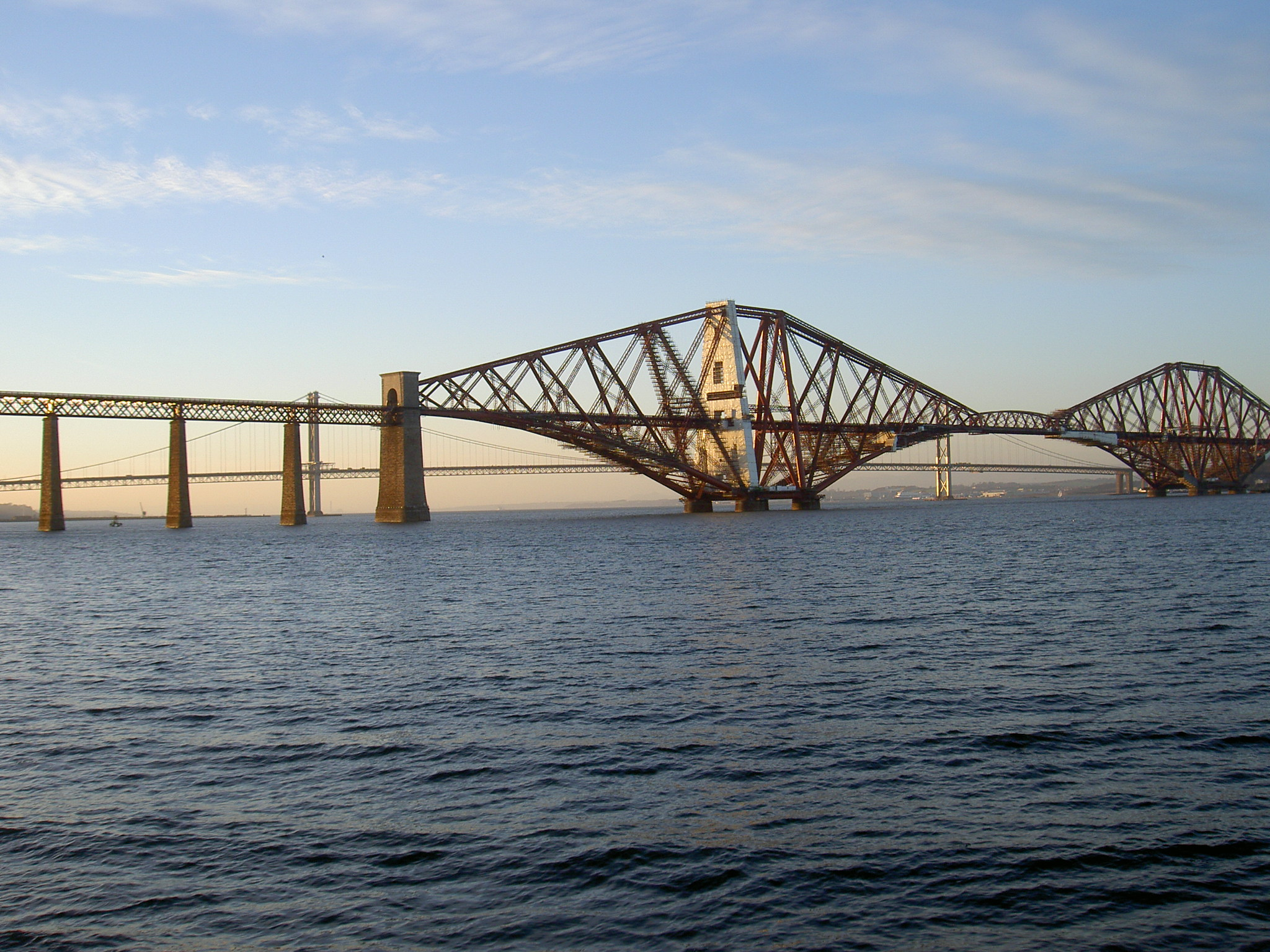
Forth Rail Bridge

### Výrobky válcované za tepla
- Dlouhé výrobky
- Ploché výrobky

### Tyčová ocel
- Tyče pro výztuž do betonu
- Hladké
- Sbírkové
- Tyče kruhové
- Čtvercové
- Ploché

### Válcované profily
- L, I, U, H atd…

### Konstrukční trubky
- Bezešvé
- Svařované
- Tenkostěnné prvky svařované za studena
- Dráty a lana

## Známé ocelové mosty
- Forth Rail Bridge ve Skotsku
- Velké Meziříčí, most Vysočina
- Žďákovský most z roku 1967

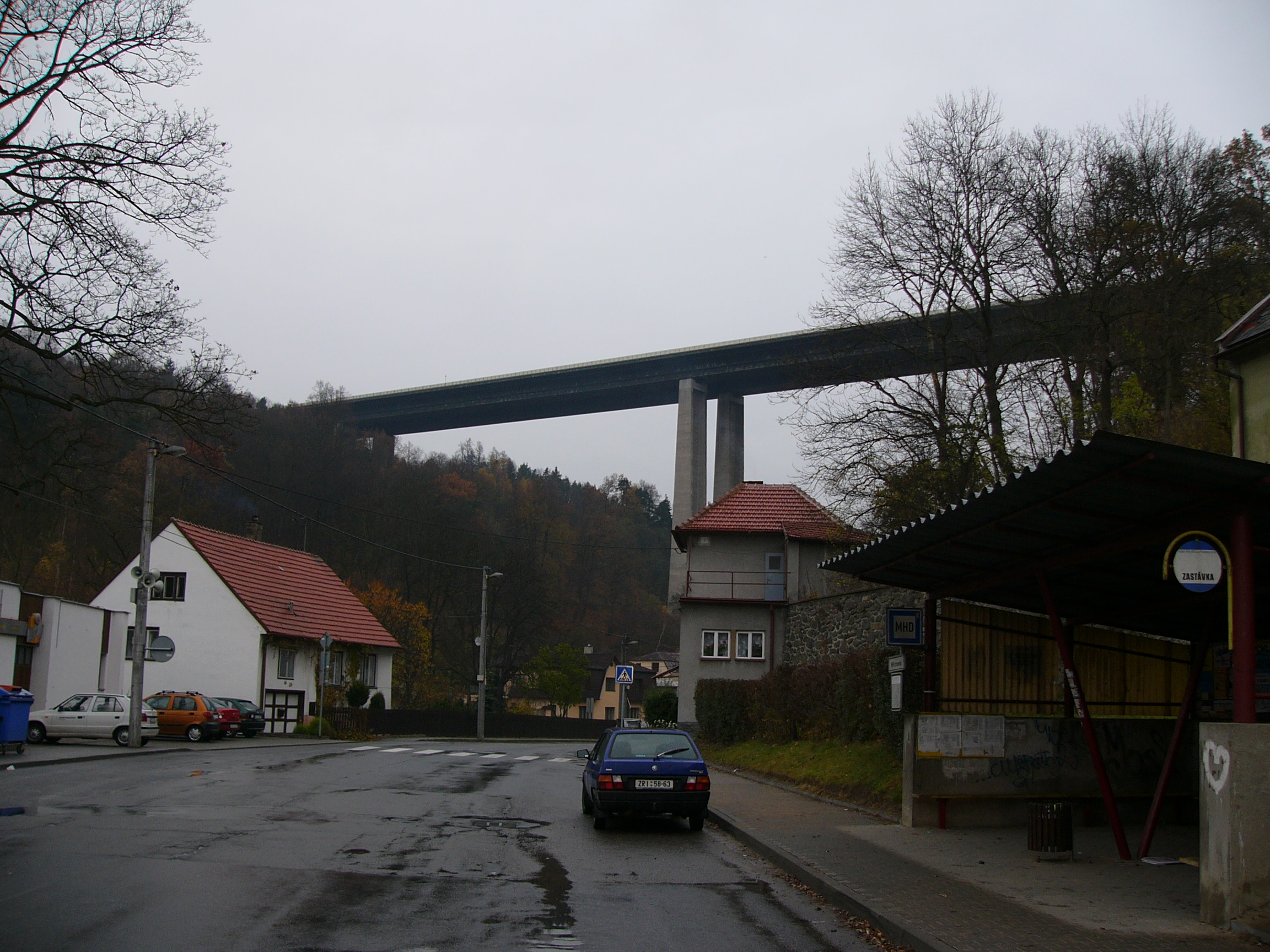
Most Vysočina

- Ivančický viadukt – býval největší a nejstarší ocelovou mostní konstrukcí v Česku. Byl z roku 1870, délka 385 m, výška 50 m. Už v roce 1964 byl zapsán do seznamu technických památek I. kategorie. V roce 1975 byl vedle něho postaven most nový, plnostěnný. Pak však na opravu starého viaduktu nebyly peníze, a tak byl v 90. letech rozřezán do šrotu.

## Zajímavosti
Lanový most (průměr hlavních nosných lan je 920 mm) Zlatá brána u San Franciska má rozpětí střední části 1280 m. Postaven v roce 1937. Rok na to byl most prověřen silným uragánem, který rozhoupal mostovku do výchylky 5 metrů.
- Dlouhé ocelové mosty, které se svařují z několika dílů, se lépe staví v zimě. Nejvíce problémů je s mostem, situovaným východ–západ.V létě je jižní strana mostu rozpálena sluncem, západní strana ve stínu je chladnější. Dojde i k několikacentimetrovému vybočení, což činí problémy při svařování, a pak při chladnutí.Tahové síly v ocelové konstrukci jsou pak obrovské. V praxi se už stalo, že se v noci ozvala rána, a celý svár se utrhl.